# Bougainvillea praecox
Bougainvillea praecox är en underblomsväxtart som beskrevs av August Heinrich Rudolf Grisebach. Bougainvillea praecox ingår i släktet Bougainvillea och familjen underblomsväxter. Inga underarter finns listade i Catalogue of Life.